# Куликалон
Куликалон (тадж. Кӯликалон) — проточное озеро в Согдийской области Таджикистана. Общая площадь акватории озера 0,52 км². Площадь водосбора — 43,9 км²

## Описание
Озеро расположено в районе Фанских гор в верховье реки Уречь (правый приток реки Кштут, бассейн Зеравшана). Куликалон имеет 2 притока один из которых впадает с юга, второй с восточной стороны северной оконечности. Сток расположен в северной части с западной стороны. Протоками связан с несколькими небольшими безымянными озёрами на северо-востоке, востоке и озером Душаха на юго-востоке близ урочища Чимтарга расположенные в большой Куликалонской котловине. От сюда общепринятое название «Куликалонские озёра». Имеет дельтовидную форму. Естественной преградой восточного берега выступают горы Говхона за которыми расположились связанные протокой озёра Зиорат и Чукурак. Севернее от озера Чукурак находится лагерь для альпинистов «Артуч». Ледники лежащие на северных склонах гор Сарыоб, дают дополнительную подпитку с южной стороны озера. Северо-восточная оконечность этих гор выступают преградой юго-восточного берега.
В районе озера Куликалон сосредоточенно большое количество озёр (Большое Ало, Верхнее Ало, Чапдара, Алаудин и др.) и высочайших вершин Фанских гор с высотой более 5000 м над уровнем моря (Чимтарга, Бодхона и др.). В 6 км на северо-востоке от озера находится одноимённый перевал с высотой 3628,5 м.